# 볼호프 (오룔주)

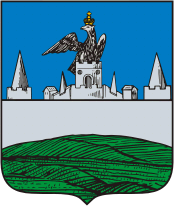
시 문장

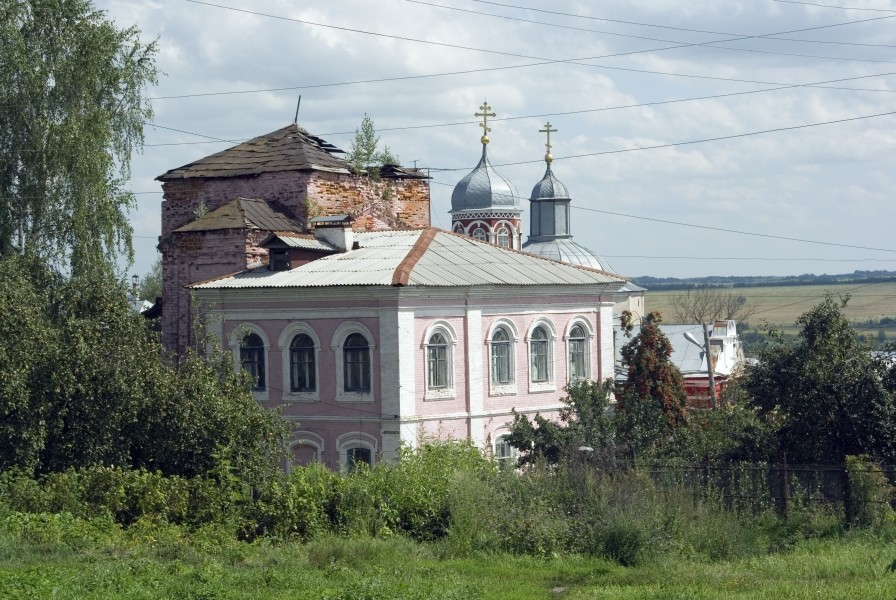

볼호프(러시아어: Болхов)는 러시아 오룔주 북부에 있는 도시로, 누그르 강과 접한다. 인구는 12,148명(2002년 기준)이며 오룔(오룔 주의 주도)에서 동쪽으로 56km 정도 떨어진 곳에 위치한다.
13세기 몽골 제국의 러시아 침공 이후부터 작은 공국의 수도가 되었고 16세기 모스크바 공국의 요새가 건설되면서 남쪽에 있는 타타르족으로부터 모스크바를 지키는 역할을 담당했다. 1608년 바실리 4세가 이끄는 군대가 가짜 드미트리 2세를 물리쳤다.
18세기에 건설된 교회 4개가 남아 있으며 5개의 돔을 가진 삼위일체 대성당(1688년부터 1706년까지 건설됨)과 인근에 있는 가장 큰 성당인 구세주 현영 대성당(1841년부터 1851년까지 건설됨)이 있다.